# Sommet inter-coréen de 2007
Le Sommet inter-coréen de 2007 est une rencontre entre les dirigeants des deux Corées, Roh Moo-hyun, président de la Corée du Sud, et Kim Jong-il, dirigeant suprême de la Corée du Nord.
Ce sommet a eu lieu du 2 octobre 2007 au 4 octobre 2007 à Pyongyang en Corée du Nord.
Ce sommet est le deuxième de ce type entre la Corée du Nord et la Corée du Sud, après le Sommet inter-coréen de 2000.
Ce sommet débouche sur une déclaration commune pour le développement des relations inter-coréennes et la paix et la prospérité,. Kwon Yang-sook, la femme de Roh Moo-hyun, est également présente, mais ne rencontre pas son homologue nord-coréenne. 

## Contexte

### Avant sommet
Dans la continuité de la politique du rayon de soleil initié par Kim Dae-jung, son successeur à la maison bleue Roh Moo-hyun continue cette politique étrangère vis-à-vis de la Corée du Nord.
Le 9 octobre 2006, après l'essai nucléaire et la crise des missiles nord-coréens, la Corée du Sud suspend son aide au Nord et met son armée en état d'alerte. Il y a alors beaucoup d'inquiétudes quant à la manière dont la Corée du Sud peut maintenir une politique de coopération envers le Nord lorsque de tels actes provocateurs se produisent. Toutefois, le gouvernement de la Corée du Sud insiste sur le fait qu'au moins certains fruits de la politique du rayon de soleil, comme la région touristique des monts Kumgang et la zone industrielle de Kaesong, poursuivent leurs activités.
Ce sommet est probablement le résultat de la pression politique et économique exercée par plusieurs grands États (États-Unis, Corée du Sud et Japon) et en particulier par la Chine, qui est l'État allié le plus proche de la Corée du Nord et qui est son plus grand fournisseur, lui échangeant du pétrole et des produits alimentaire, qui empêchent l'effondrement du pays.

### Après sommet
En mars 2008, le nouveau président de la Corée du Sud, Lee Myung-bak, et son Grand parti national, adoptent cependant une attitude différente envers la Corée du Nord, et le gouvernement sud-coréen déclare que toute expansion de la coopération économique dans la région industrielle de Kaesong n'aura lieu que si le Nord résout la crise internationale sur ses armes nucléaires. Les relations se refroidissent à nouveau, la Corée du Nord ayant fait de nouvelles actions provocantes, comme une série de tests de missiles navals de courte portée.
Après l'essai nucléaire nord-coréen du 25 mai 2009, les relations entre Séoul et Pyongyang se tendent encore. Selon Kang Jung-min dans le Bulletin des scientifiques atomiques, « En raison de la politique du rayon de soleil commencée en 1998, de nombreuses organisations non gouvernementales sud-coréennes, ainsi que les citoyens du pays, ne s'inquiétaient pas des menaces de la Corée du Nord, estimant que Pyongyang n'utiliserait jamais d'armes nucléaires contre eux ». La réponse de la Corée du Sud au test nucléaire, atténuée par la mort récente de son ancien président Roh Moo-hyun, comprend la signature de l'initiative de sécurité en matière de prolifération pour empêcher l'expédition de matériels nucléaires en Corée du Nord.